# The Nightingale
The Nightingale é um filme de faroeste australiano de 2018 escrito, dirigido e co-produzido por Jennifer Kent. Situado em 1825 na colônia penal de Terra de Van Diemen  (atual Tasmânia), o filme acompanha uma jovem condenada em busca de vingança por um terrível ato de violência cometido contra sua família. É estrelado por Aisling Franciosi, Sam Claflin e Baykali Ganambarr.
O filme estreou no 75º Festival Internacional de Cinema de Veneza em 6 de setembro de 2018, e foi lançado nos cinemas na Austrália em 29 de agosto de 2019, pela Transmission Films.

## Elenco
- Aisling Franciosi como Clare Carroll
- Sam Claflin como Hawkins
- Baykali Ganambarr como "Billy" Mangana
- Damon Herriman como Ruse
- Harry Greenwood como Jago
- Ewen Leslie como Goodwin
- Charlie Shotwell como Eddie
- Michael Sheasby como Aidan Carroll
- Charlie Jampijinpa Brown como Charlie
- Magnolia Maymuru como Lowanna
- Nathaniel Dean como Stoakes
- Luke Carroll como Archie

## Recepção
No Rotten Tomatoes, The Nightingale tem uma taxa de aprovação de 86%, com base em 236 avaliações, e uma classificação média de 7,5/10. Seu consenso diz: "The Nightingale definitivamente não é para todos os gostos, mas a roteirista e diretora Jennifer Kent usa uma rica veia de raiva palpável para contar uma história de guerra que deixa um impacto devastador". No Metacritic, o filme tem uma pontuação média ponderada de 77 de 100, com base em 35 críticas, indicando "críticas geralmente favoráveis". 